# Protonemura spinulosa
Protonemura spinulosa är en bäcksländeart som först beskrevs av Navás 1921.  Protonemura spinulosa ingår i släktet Protonemura och familjen kryssbäcksländor. Inga underarter finns listade i Catalogue of Life.